# Samtgemeinde Ahlden
Samtgemeinde Ahlden er en Samtgemeinde bestående af fem kommuner, beliggende i Landkreis Heidekreis, i den centrale del af den tyske delstat Niedersachsen. Samtgemeindens administration ligger i Hodenhagen.

## Geografi
Samtgemeinde Ahlden ligger centralt i trekanten mellem storbyerne Bremen-Hamburg-Hannover. Samtgemeinde Ahlden ligger i Aller-Leine-dalen.

### Samtgemeindeinddeling
I Samtgemeinde Ahlden hører fem kommuner.
| Kommunenavn    | Indbyggere (31. december 2013) |
| -------------- | ------------------------------ |
| Ahlden (Aller) | 1.531                          |
| Eickeloh       | 802                            |
| Grethem        | 815                            |
| Hademstorf     | 1.531                          |
| Hodenhagen     | 3.178                          |